# Wydział Inżynierii Materiałowej Uniwersytetu Kazimierza Wielkiego w Bydgoszczy
Wydział Inżynierii Materiałowej Uniwersytetu Kazimierza Wielkiego w Bydgoszczy – jeden z 17 wydziałów Uniwersytetu Kazimierza Wielkiego w Bydgoszczy.

## Historia
Instytut Techniki powstał w wyniku przekształcenia z istniejącej Katedry Wychowania Technicznego w roku 1991. Od roku akademickiego 2019/2020 Instytut funkcjonuje jako Instytut Inżynierii Materiałowej i jest jedną z jednostek organizacyjnych Kolegium III. Od roku akademickiego 2022/2023, zarządzeniem Rektora UKW, Instytut funkcjonuje jako Wydział Inżynierii Materiałowej.

## Kierunki kształcenia
Dostępne kierunki:
- Inżynieria bezpieczeństwa (studia I stopnia)
- Inżynieria materiałowa (studia I i II stopnia)
- Inżynieria techniczno-informatyczna (studia I i II stopnia)

## Struktura organizacyjna
| Katedra                                            | Kierownik                                        |
| -------------------------------------------------- | ------------------------------------------------ |
| Katedra Chemii i Technologii Poliuretanów          | dr hab. inż. Joanna Paciorek-Sadowska, prof. UKW |
| Katedra Inżynierii Materiałów Polimerowych         | dr hab. Piotr Rytlewski, prof. UKW               |
| Katedra Materiałów Konstrukcyjnych i Biomateriałów | dr hab. inż. Cezary Gozdecki, prof. UKW          |

## Poczet dziekanów
1. dr hab. inż. Krzysztof Moraczewski, prof. UKW (2022–2024)
2. dr hab. inż. Joanna Paciorek-Sadowska, prof. UKW (od 2024)

## Władze Wydziału
W kadencji 2024–2028:
| Stanowisko                 | Imię i nazwisko                                  |
| -------------------------- | ------------------------------------------------ |
| Dziekan                    | dr hab. inż. Joanna Paciorek-Sadowska, prof. UKW |
| Prodziekan ds. kształcenia | dr hab. inż. Cezary Gozdecki, prof. UKW          |